# 九重町コミュニティバス

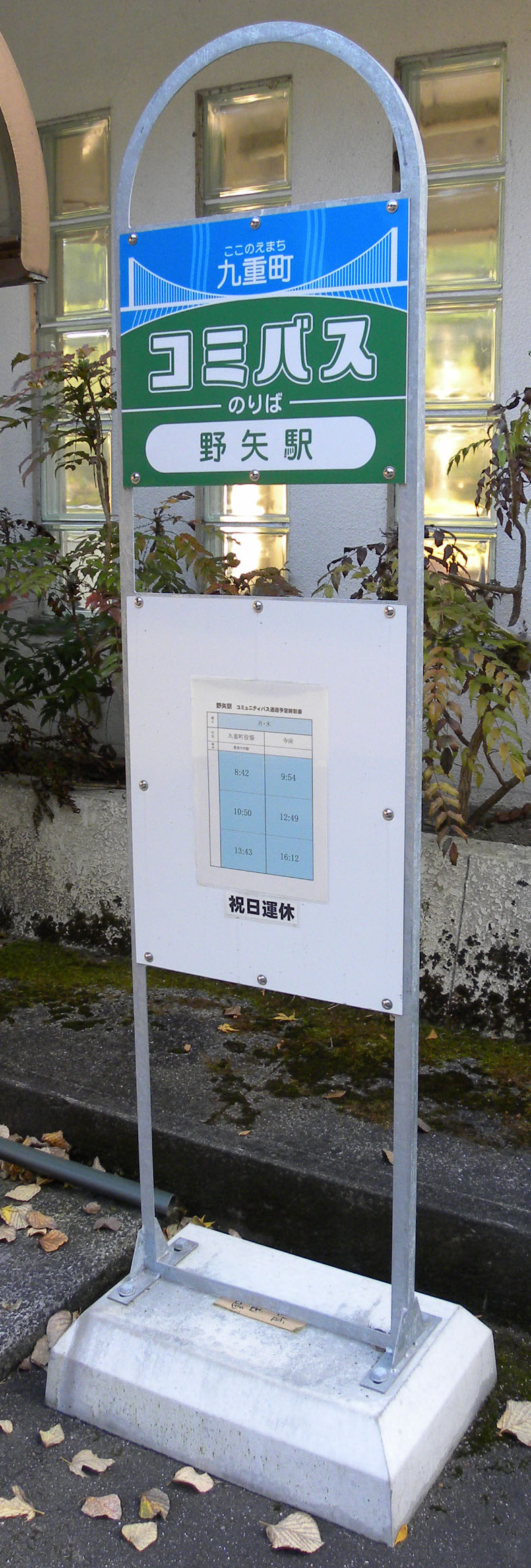
九重町コミュニティバスのバス停

九重町コミュニティバス（ここのえまちコミュニティバス）は、大分県玖珠郡九重町が九重町及び玖珠町の一部で運行しているコミュニティバスである。

## 概要
運行形態は、道路運送法の規定に基づく自家用自動車（白ナンバー車）による有償運送である。
運行業務は、日田バス、玖珠観光バス、みやまタクシーに委託している。ただし、長者原線、千町無田線については、九重観光サービスに運行を委託。

## 沿革
- 2009年10月1日 - 小平谷線、寺床線、小園線、うるが線の実証運行開始[4]。
- 2011年10月1日 - 龍門線、豊後中村線、鹿伏桐木線の実証運行開始[5][6]。
- 2013年4月1日
  - 栗原線の運行開始。
  - 中須線と上旦線を統合して中須上旦線に変更するとともに、停留所を追加設置。
  - 小園線の路線を延長するとともに、運行日を変更して増便（2往復→3往復）。
  - うるが線を増便（2往復→4往復）。
  - 龍門線、豊後中村線に停留所を追加設置[1]。
- 2016年10月1日 - 日田バスの路線廃止に伴い、長者原線、千町無田線の運行開始[3]。

## 路線
以下の路線がある（2016年10月1日時点）。
小平谷線
- 九重町役場 - 玖珠九重農協 - 下右田 - 豊後中村駅 - 尾本 - 甘川水2 - 甘川水 - 樫原 - 拓郷 - 平家山 - 小平谷
  - 火曜のみの運行（祝日、1月1日-3日は運休）。

寺床線
- 九重町役場 - 玖珠九重農協 - 下右田 - 矢原医院 - 豊後中村駅 - 尾本 - 甘川水2 - 甘川水 - 野矢駅 - 小垣 - 野矢 - 野矢小前 - 田代 - 野矢2 - 滝上2 - 滝上 - 寺床
  - 月曜・木曜のみの運行（祝日、1月1日-3日は運休）。

うるが線
- 九重町役場 - 玖珠九重農協 - 引治駅 - 登山口 - 友成医院 - 南山田小前 - 川西 - 木納水 - 柚ノ木 - 黒猪鹿 - 黒猪鹿3 - 黒猪鹿2 - 口の園2 - 口の園 - 相狭間 - うるが
  - 水曜・金曜のみの運行（祝日、1月1日-3日は運休）。

栗原線
- 竹の下 - 栗原 - 作草 - 麻生原3 - 玖珠九重農協 - 九重町役場 - 引治駅 - 登山口 - 友成医院 - 南山田小前 - 川西 - 小倉神社 - 作草 - 栗原 - 竹の下
  - 金曜のみの運行（祝日、1月1日-3日は運休）。

小園線
- 川西 - 南山田小前 - 友成医院 - 登山口 - 引治駅 - 九重町役場 - 玖珠九重農協 - 麻生原3 - 麻生原2 - 後野上 - 矢原医院 - 豊後中村駅 - 矢原医院 - 後野上 - 麻生原 - 小園 - 猪牟田
  - 水曜・金曜のみの運行（祝日、1月1日-3日は運休）。

中須上旦線
- 恵良駅 - 農民研修センター - 八雲神社前 - 下旦 - 上旦 - 玖珠九重農協 - 九重町役場 - 玖珠九重農協 - 前辻 - 後辻 - 竜門 - 野倉 - 田尻 - 中須
  - 月曜のみの運行（祝日、1月1日-3日は運休）。

鹿伏桐木線
- 豊後中村駅 - 矢原医院 - 小久保 - 鹿伏 - 桐木 - 入小野 - 矢原医院 - 下右田 - 玖珠九重農協 - 九重町役場 - 玖珠九重農協 - 下右田 - 豊後中村駅
  - 火・木曜のみの運行（祝日、1月1日-3日は運休）。

龍門線
- 塚脇 - 友成医院前 - 春日町 - 森駅前 - メルサンホール前 - 書曲三 - 書曲 - 松ヶ鼻 - 恵良 - 恵良駅前 - 東飯田小前 - 五分市 - 松木川下 - 松木川上 - 宝八幡 - 後辻 - 竜門の滝 - 中須 - 田尻原 - 田尻 - 野倉
  - 毎日運行（1月1日-3日は運休）。

豊後中村線
- 豊後中村駅 - 下右田 - 九重町役場 - 奥野入口 - 物見塚 - 石上 - 見留 - 恵良交通センター - 恵良駅前 - 恵良 - 松ヶ鼻 - 書曲 - 書曲三 - メルサンホール前 - 森駅前 - 春日町 - 友成医院前 - 塚脇 - 
  - 毎日運行（1月1日-3日は運休）。

長者原線
- （筋湯経由）森駅前 - メルサンホール前 - 長刎 - 岩室 - 十五駄入口 - 書曲三 - 書曲 - 松ヶ鼻 - 恵良 - 恵良駅前 - 恵良交通センター - 見留 - 石上 - 物見塚 - 奥野入口 - 九重町福祉センター - 九重町役場 - 右田不動尊前 - 下右田 - 重原 - 九重IC - 青山住宅 - 中村駅 - 下中村 - 荻津留 - 大吊橋中村口 - 筌の口 - 診療所前 - 下組 - 堀 - 飯田小学校前 - 飯田高原局前 - 梅木釣 - 二股木 - 下豊後渡 - 上豊後渡 - 旦原 - 笹 - 湯坪下 - 日向 - 叶ヶ平 - 河原湯 - 大竹温泉 - ひぜん湯 - 筋湯 - 新日鉄九重山荘前 - 九重青少年の家前 - 横断道路入口 - 九重登山口（みやま・花山酔） - 寒の地獄前 - 星生温泉前 - やまなみ荘前 - 牧の戸温泉 - 牧の戸峠
- （大将軍経由）九重IC - 青山住宅 - 中村駅 - 下中村 - 荻津留 - 大吊橋中村口 - 筌の口 - 診療所前 - 下組 - 堀 - 飯田小学校前 - 飯田高原局前 - 梅木釣 - 奥郷入口 - 大将軍 - 長者原温泉入口 - 横断道路入口 - 九重登山口（みやま・花山酔） - 寒の地獄前 - 星生温泉前 - やまなみ荘前 - 牧の戸温泉 - 牧の戸峠
  - 毎日運行（ただし、平日のみ運行、土日祝のみ運行、日曜運休の便あり）。
  - 2016年10月1日から運行。

千町無田線
- 飯田小学校前 - 堀 - 下組 - 診療所前 - 筌の口 - 筌の口温泉 - 弁財天 - 北方 - 年の神 - 無田下 - 無田中 - 千町無田 - 無田上 - 須久保 - 吉部 - 高柳 - 鳴川 - ドライブイン前 - 倉園 - 飯田高原局前 - 飯田小学校前 - 堀 - 下組 - 診療所前 - 飯田高原診療所
- 飯田小学校前 - 堀 - 下組 - 診療所前 - 飯田高原診療所 - 筌の口 - 筌の口温泉 - 弁財天 - 北方 - 年の神 - 無田下 - 無田中 - 千町無田 - 無田上 - 須久保 - 吉部 - 高柳 - 鳴川 - ドライブイン前 - 倉園 - 飯田高原局前 - 飯田小学校前
  - 平日のみの運行（祝日は運休）。
  - 2016年10月1日から運行。

## 運賃
- 小平谷・寺床・うるが・栗原・小園・中須上旦・鹿伏桐木・龍門・豊後中村線
  - 一律大人300円、小人150円、未就学児無料。障害者は半額。
  - 運転手から乗換チケットの発行を受けることで、各路線間の乗継は無料（乗換チケットは長者原・千町無田線では使用不可）。
- 長者原・千町無田線
  - 飯田地区内：一律大人300円、小人150円、未就学児無料。障害者は半額。
  - 飯田地区以外：一律大人300円、小人150円、未就学児無料。障害者は半額。
  - 飯田地区内 - 豊後森駅間：一律600円、小人30円、未就学児無料。障害者は半額。
  - 割引回数券あり（長者原・千町無田線のみ使用可能）[7]。

## 車両

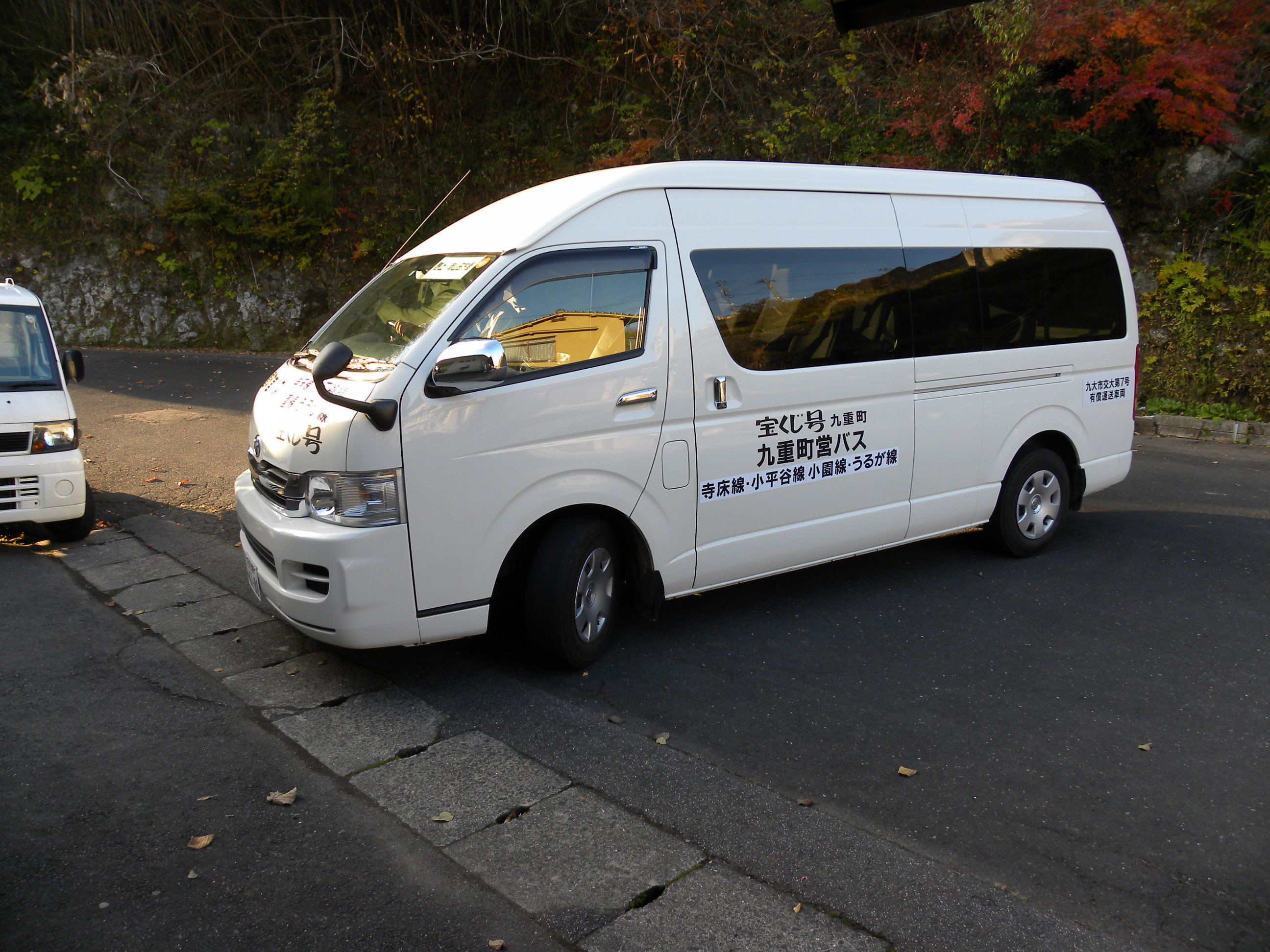
九重町コミュニティバスの車両（2010年11月）

- 長者原・千町無田線には、27人乗りの小型バス3台を使用[3]。
- 他の路線には、10人乗り及び15人乗りのワゴン車を使用。車両には緑色と路線に応じた色との2色のラインが施されている。路線による色は、小平谷・寺床・うるが線は青色、中須上旦・鹿伏桐木・栗原・小園線は赤色、龍門・豊後中村線は黄色とされている[7]。